# Курчавошёрстный ретривер
Курчавошёрстный ретри́вер (англ. Curly Coated Retriever) — порода охотничьих собак, выведенная в Великобритании. Собаки этой породы используются в  охоте для выслеживания и подачи  дичи.
Другое название породы - Кёрли (англ. Curly).
Порода  признана следующими кинологическими федерациями: FCI, AKC, UKC, ANKC, NKC, NZKC, APRI, ACR, CKC.

## История породы
Эта порода ретриверов стала первой среди аналогичных пород, которая была внесена  в реестр Английского кеннел-клуба, старейшего в  мире клуба собаководства. Первые собаки этого типа упоминаются в документах XVI века. Свое происхождение они ведут от сеттеров и английских водяных спаниелей. Позднее к ним также приливались крови ирландского водяного спаниеля,а  также  ныне исчезнувшей породы ньюфаундленды Святого Джона, которые были предками современных ньюфаундлендов и лабрадоров. По некоторым версиям, во второй половине  XIX века к ним также были прилиты крови пуделей для  улучшения качества  шерсти. 
Впервые на выставке в Англии курчавошёрстный ретривер экспонировался в 1860 году. Клуб любителей породы основан в 1896 году, а первый стандарт принят в 1913 году. В Новой Зеландии первые собаки этой породы появились в 1889 году, а  в США в 1924 году. В этом же году они сразу получили признание  Американского кеннел-клуба (АКС). По другим версиям, отдельные  собаки были  завезены  в эту страну ещё раньше, в 1907 году, но на тот момент не были  замечены профессиональными собаководами.
После Первой мировой  войны численность собак этой породы в  Великобритании заметно снизилась в связи с тем, что они использовались в качестве  служебных собак в военных действиях. Уже к  сороковым годам двадцатого века  численность собак  снова  была увеличена, но в  период Второй  мировой войны  произошел еще один спад поголовья  породы. Активное восстановление породы  после этого было начало  только в пятидесятые годы  двадцатого века.
В наши дни численность поголовья кёрли не очень высока, но стабильна. Собаки этой породы используются в первую очередь в качестве  рабочей породы, а национальные и породные  выставки для них, как правило, обязательно включают не только оценку  фенотипа, но и проведение рабочих испытаний.

## Внешний вид
Курчавошёрстный ретривер — крупная и выносливая собака квадратного формата и чуть рыхлого сложения, рост кобелей может достигать 68 см, рост сук в среднем до 62-63 см. Вес кёрли 27-43 кг
Голова клинообразная, имеющая характерные для этой породной группы прямые очертания. Линии черепа и морды параллельны  друг другу и имеют одинаковую длину. Переход ото лба к морде сглаженный, не выраженный. Скулы хорошо развиты. Общее впечатление от головы собаки - наполненная,  имеющая  близкий к квадратному формат. 
Глаза крупные, раскосые, имеют чуть удлинённую форму. Веки плотно прижаты. Цвет глаз может быть любого оттенка карего и коричневого. 
Нос  хорошо выражен, с широкими ноздрями. Губы сухие, плотно прилегающие к зубам. 
Шея сильная, слегка удлинённая, без кожного подвеса. Холка слабо выражена, линия спины прямая, сама спина сильная, с  широкой поясницей. 
Грудь глубокая, бочкообразная, переход от груди к животу  слабо выражен. 
Хвост средней длины, толстый у основания, обычно посажен параллельно спине, но допустимо наличие небольшой саблистости. 
Конечности поставлены параллельно друг другу,  расположены глубоко под корпусом. Передние лапы прямые, с хорошо выраженной лопаткой и сильными запястьями. Задние лапы имеют хорошо обмускуленные бедра и низко расположенный  скакательный сустав. Сами лапы округлые, с длинными сводистыми пальцами и выраженными подушечками. Между пальцами  имеется хорошо развитая перепонка. 
Шерсть не имеет подшёрстка, густая, короткая, собрана в характерные плотные завитки, плотно прилегающие к коже. Именно за шерсть порода и получила  своё название. 
Допустимые  окрасы - чёрный и все оттенки коричневого и ливерного. При этом окрас носа, губ и век должен гармонировать с окрасом  шерсти.  

## Характер и использование
Исторически эти собаки были выведены для подружейной охоты и долгое время  применялись исключительно таким образом. В настоящее время они используются также для охоты,а также для  соревнований с  собаками по послушанию. Применяются кёрли и в качестве рабочих собак в поисково-спасательных операциях.
Это в меру активная, подвижная собака, требующая достаточно продолжительного выгула и высокой интеллектуальной нагрузки. Хорошо обучаются, быстро осваивают новые  команды и охотно работают на их выполнение.  Стоит учесть при этом, что  кёрли - "собака одного хозяина", вплоть до того, что  команды  других членов семьи собакой могут игнорироваться.
Для  содержания в семьях с маленькими детьми, в отличие от большинства  ретриверов, эти собаки не очень подходят, так как не относятся  к  собакам-компаньонам, оставаясь большей частью именно рабочей  собакой.

## Содержание и уход
Собаки этой породы не требуют специфического ухода, несмотря на необычный  вид их шерсти. Необходимо только регулярное вычёсывание, как и для  большинства пород собак. Их необычная  шерсть не склонна  к образованию колтунов, что избавляет от целого ряда  проблем.
При содержании в квартире  этим  собакам важно обеспечивать длительный выгул, который обязательно должен включать и работу с командами. При этом нагрузка  должна быть дозированной и равномерной. Короткие интенсивные  нагрузки кёрли, как и большинство ретриверов, переносят плохо.
Основными характерными для породы  заболеваниями является склонность к  дисплазии и эпилептическим припадкам. При значительных интенсивных резких нагрузках у собак этой породы могут возникать проблемы с сердцем или гипогликемический синдром.

## Распространение
На сегодняшний день кёрли наиболее распространены в Англии, США, Канаде, Австралии и Новой Зеландии. Поголовье очень высокого качества находится в скандинавских странах.
В России первые представители породы появились в 2001 году, в настоящее время российское поголовье представлено в основном собаками, привезёнными из известных финских питомников, а также их потомками. Пока эта порода крайне малочисленна в России.